# Bundesstraße 232
Die Bundesstraße 232 war mit etwa zehn Kilometern Länge eine der kürzesten Bundesstraßen in Deutschland. Sie verlief von der B 8 in Opladen über die (heutigen) Leverkusener Stadtteile Bergisch Neukirchen und Pattscheid zur B 51 in Burscheid.

## Geschichte
Die spätere B 232 wurde um 1860 von der Preußischen Provinzialregierung gepflastert und zur Provinzialstraße ernannt. 1934 wurde aus der Provinzialstraße eine Reichsstraße und nach dem Ende des Dritten Reichs wurde beim Inkrafttreten des Grundgesetzes 1949 aus der Reichsstraße eine Bundesstraße.
Da die Straße parallel zu den Autobahnen A 1 und A 3 verlief und hauptsächlich nur die beiden Anschlussstellen Opladen (A 3) und Burscheid) (A 1) miteinander verband, wurde die B 232 zum 1. Januar 2010 zu einer Landesstraße zurückgestuft und erhielt den Namen L291. Dies betrifft auch die angrenzenden Teile der B 8.